# Disphragis caluna
Disphragis caluna is een vlinder uit de familie van de tandvlinders (Notodontidae). De wetenschappelijke naam van de soort is, als Heterocampa caluna, voor het eerst geldig gepubliceerd in 1905 door William Schaus.

## Type
- syntypes: "males"
- instituut: USNM Smithsonian Institution, Washington, U.S.A.
- typelocatie: "Brazil, Parana, Castro"